# Coxitis
Die Coxitis, deutsche Schreibweise Koxitis, ist eine Arthritis (Gelenkentzündung) des Hüftgelenks (griechisch: „koxa“ = Hüfte und "-itis" = Entzündung).
Wie bei jeder Arthritis kann die Ursache einer Hüftgelenksentzündung vielgestaltig sein:
- Septische Arthritis (Eitrige Gelenkentzündung) durch Bakterien: Die Keime können durch eine offene Wunde oder eine Operation bzw. Punktion („iatrogen“) eingedrungen sein, über die Blutbahn („hämatogen“), oder durch eine Knochenmarkentzündung (Osteomyelitis), die in das Hüftgelenk durchgebrochen ist. Wird nicht umgehend eine adäquate Behandlung mit Antibiose, Punktion und eventuell chirurgischer Ausräumung des Entzündungsherdes durchgeführt, kann dies zu bleibenden Schäden am Gelenk führen. Als Spätfolge einer eitrigen Coxitis kann sich eine Coxarthrose entwickeln.
- Rheumatische Arthritis (rheumabedingte Gelenkentzündung) infolge einer rheumatischen Erkrankung.[3]
- Transiente Arthritis (flüchtiger Gelenkerguss). Vor allem bei Kindern im Vorschulalter relativ häufig Coxitis fugax, oder „Hüftschnupfen“, postinfektiös nach einem zumeist viralen Infekt.
- Symptomatische Arthritis (Begleiterguss im Hüftgelenk), als Nebenerscheinung einer zugrundeliegenden Störung, z. B. bei Coxarthrose (Gelenkverschleiss), Morbus Perthes (kindliche Femurkopfnekrose), Femurkopfnekrose, Jugendliche Hüftkopflösung (Epiphyseolyse), Osteomyelitis oder Tumoren des Knochens oder der Gelenkhaut. Zugrunde liegt jeweils eine Gelenkreizung mit vermehrter Flüssigkeitsbildung.
- Spezifische Arthritis bei „spezifischen“ Infektionen wie Tuberkulose oder Syphilis.

Die Diagnostik und Therapie unterscheiden sich nicht von der anderer Gelenkentzündungen (Arthritiden). Am Hüftgelenk kommt es im Vergleich zu anderen Gelenken etwas häufiger zu einer eitrigen Arthritis im Säuglingsalter.
Ein Hüftgelenkserguss lässt sich sehr gut im Ultraschall darstellen, als Flüssigkeitsansammlung am Schenkelhals mit konvex abgehobener Gelenkschleimhaut. Kann eine akute Arthritis nicht hinreichend anders erklärt werden, ist eine Punktion geboten, um Erreger im Gelenkerguss nachzuweisen (eitrige Arthritis) oder auszuschließen. Diese Punktion ist besonders geboten, wenn Fieber vorliegt, und die Entzündungsparameter deutlich erhöht sind.